# Maham (Bangangté)
Pour les articles homonymes, voir Maham.
Maham est un village bamiléké du Cameroun situé dans le département du Ndé et la Région de l'Ouest. Il fait partie de la commune de Bangangté.

## Population
Lors du recensement de 2005, la localité comptait 815 habitants.